# بسیرین
بسیرین (به عربی: بسیرین) یک روستا در سوریه است که در استان حما واقع شده‌است.

## خصوصیات
بسیرین  ۴٬۶۹۷ نفر جمعیت دارد.